# شيتشاي فاناساتيت
شيتشاي فاناساتيت (بالتايلندية:ชิดชัย วรรณสถิตย์) (مواليد 13 أغسطس 1946) هو القائم بأعمال رئيس الوزراء خلال الفترة من 5 أبريل 2006 الي 23 مايو 2006 عندما قدم تاكسين شيناوترا استقالة من رئاسة الوزراءوكلف نائبة شيتشاى وانساتيت دراسته في الولايات المتحدة  في 19 سبتمبر 2006 اعتقل شيتشاى وانساتيت من قبل الجيش التايلاندي خلال أنقلاب الجيش 2006 ، ولكن أفرج عنه بعد وقت قريب .